# Aslad Moundou
El Aslad Moundou es un equipo de fútbol de Chad que milita en la Primera División de Chad, la liga de fútbol más importante del país.

## Historia
Fue fundado en la capital Yamena y nunca ha sido campeón de la Primera División de Chad, siendo lo más cercano a ello dos subcampeonatos en 1996 y 1999. Han sido campeones de copa en una ocasión en el año 2013 luego de vencer en la final al Renaissance FC 3-1 en penales luego de que el partido quedara 1-1 durante el periodo reglamentario.
A nivel internacional han participado en 3 torneos continentales, en los cuales nunca han superado la primera ronda.

## Palmarés
- Copa de Chad: 1

2013

## Participación en competiciones de la CAF
| Temporada | Torneo                       | Ronda      | Club         | Casa  | Visita | Global  |
| --------- | ---------------------------- | ---------- | ------------ | ----- | ------ | ------- |
| 1997      | Copa CAF                     | 1          | AS Bantous   | 2-2   | 1-1    | 3-3 (a) |
| 2000      | Copa CAF                     | 1          | JS Kabylie   | w.o.1 | w.o.1  | w.o.1   |
| 2014      | Copa Confederación de la CAF | Preliminar | Union Douala | 2-1   | 0-3    | 2-4     |

1- Aslad Moundou abandonó el torneo.